# Brekovica
Brekovica je naseljeno mjesto u gradu Bihaću, Federacija Bosne i Hercegovine, BiH.

## Zemljopis
Nalazi se sjeverno od Bihaća, uz lijevu obalu Une.

## Stanovništvo

### Popisi 1971. – 1991.
| Brekovica          |                |                |                |
| godina popisa      | 1991.          | 1981.          | 1971.          |
| Muslimani          | 1.779 (97,05%) | 1.515 (98,18%) | 1.439 (98,83%) |
| Srbi               | 1 (0,05%)      | 3 (0,19%)      | 6 (0,41%)      |
| Hrvati             | 1 (0,05%)      | 2 (0,12%)      | 1 (0,06%)      |
| Jugoslaveni        | 4 (0,21%)      | 13 (0,84%)     | 2 (0,13%)      |
| ostali i nepoznato | 48 (2,61%)     | 10 (0,64%)     | 8 (0,54%)      |
| ukupno             | 1.833          | 1.543          | 1.456          |

### Popis 2013.
| Brekovica          |                |
| godina popisa      | 2013.          |
| Bošnjaci           | 1.603 (99,07%) |
| Hrvati             | 2 (0,12%)      |
| Srbi               | 0              |
| ostali i nepoznato | 13 (0,80%)     |
| ukupno             | 1.618          |

## Šport
Od 2021. održava se Memorijalni malonogometni turnir “Alen & Ramiz“.

## Vanjske poveznice
- Satelitska snimka  Arhivirana inačica izvorne stranice od 14. veljače 2021. (Wayback Machine)